# Суђење за урушавање надстрешнице у Новом Саду
Предмет о утврђивање одговорности за пад надстрешнице на Железничкој станици у Новом Саду је текући судски процес пред Вишим судом у Новом Саду. Оптужница са пропратном документацијом је запримљена 30. децембра 2024. године а ванпретресно веће је 12. марта 2025. донело одлуку о оптужници. Израда писаног отправка одлуке је у току и очекује се објављивање одлуке.

## Позадина
Дана 1. новембра 2024. године, надстрешница главне железничке станице у Новом Саду се срушила, усмртивши 16 особа и тешко повредивши неколико њих. Станица, изграђена 1964. године, реновирана је од 2021. до средине 2024. уз подршку кинеске Иницијативе Појас и пут. Узрок урушавања је још увек под истрагом.

## Оптужница и оптужени
Више јавно тужилаштво у Новом Саду подигло је 30. децембра 2024. године оптужницу против 13 лица, међу којима се налазе високи функционери, грађевински инжењери, руководиоци извођача радова и надзорни органи одговорни за безбедност инфраструктурног пројекта. Оптужени се терете да су својим поступцима или пропустима допринели урушавању надстрешнице, што је резултирало губитком људских живота и великим материјалним штетама. При подизању оптужнице, у истражном поступку, тужилаштво је саопштило да је испитало 87 сведока и седам вештака, као и да је проучило документацију у обиму преко 50 регистратора.
У поступку, десет особа се налази у притвору, две су под кућним притвором, док се бивши министар грађевинарства Горан Весић брани са слободе. Оптужница је подигнута против Јелене Танасковић, бивше вршиоца дужности генералног директора Инфраструктура железнице Србије, Горана Весића, бившег министра у Министарству грађевинарства, саобраћаја и инфраструктуре, Аиде Димовски, бивше помоћнице министра у истом министарству, као и Небојше Шурлана, бившег генералног директора Инфраструктура железнице Србије. Они су оптужени за кривично дело тешке угрожености опште сигурности у вези са изазивањем опште опасности. Такође, оптужницом су обухваћени и С. Н., одговорни пројектант грађевинске конструкције, М. Ј., главни пројектант идејног пројекта, Љ. М. М., главни пројектант за грађевинску дозволу, М. С., известилац за конструкције Републичке ревизионе комисије, Ј. С. М., лице одговорно за техничку контролу, као и З. С. М. и Д. Ј., који су били задужени за извођење грађевинских радова. Оптужени су и М. Г. и Д. Т., који су били одговорни за стручни надзор. Ови оптужени се терете за кривично дело тешке угрожености опште сигурности због неправилног и непрописног извођења грађевинских радова.

## Ток процеса
Ванпретресно веће Вишег суда у Новом Саду је 12. марта 2025. године одржало нејавну седницу већа и донело одлуку о оптужници против 13 особа. Јавност је почетком априла обавештена да је израда писаног отправка у току. У даљем процесу, браниоци ће имати рок да поднесу писани одговор након чега ће уследити испитивање оптужнице од стране ванпретресног већа.

### Сведочење вештака
Вештаци Факултета техничких наука у Новом Саду сведочили су пред вишим јавним тужиоцем и браниоцима 13 оптужених особа да би се надстрешница на железничкој станици срушила чак и да на њој нису извођени никакви радови, због озбиљне корозије на затегама, које су кључне за стабилност конструкције. Затеге су првобитно пројектоване са коефицијентом сигурности од 2,25, што значи да су могле поднети додатно оптерећење од 40 до 50 килограма по квадрату, повећавајући укупно оптерећење надстрешнице за 10%. Међутим, корозија је значајно ослабила њихову носивост, што је довело до закључка да би, чак и без извођења радова, дошло до урушавања у кратком временском периоду. Вештаци су такође истакли да није могуће прецизно утврдити узрок настанка корозије, али су приметили да се појавила на око 25 до 35 центиметара од места где су затеге причвршћене за кров. Фотографије из 2014. године показале су флеке око заштите затега на споју са кровом, што указује на постојање оштећења. Такође су навели да се стање затега није могло проценити само визуелним прегледом са земље, већ су били потребни детаљнији прегледи, посебно након истека предвиђеног века трајања конструкције.

### Остала сведочења
Инжењер Велимир Танасковић и представник компаније CCCC Милорад Матић сведочили су 23. априла у оквиру допуне истраге. Они су указали на улогу бетонских коцки које су држале рекламу на крову, а чије уклањање је можда утицало на урушавање надстрешнице. Танасковић је навео да су радници, који су радили на крову, уклонили коцке са крова и да су оне ручно изношене, а веће коцке су ломљене ради транспорта. По његовој тврдњи, коцке нису биле причвршћене за кровну конструкцију, већ су стајале самостално. У грађевинским дневницима уклањање је било описано као „уклањање шута“. Није прецизирано који радници су уклонили коцке, али је познато да је хидроизолацију крова радила Хидротехника, док је фирма Стартинг радила припрему за те радове. Матић је потврдио да су коцке држале слова рекламе својом тежином и да су уклоњене током припрема за радове. Архитекта Бранислава Лазовић изјавила је да уклањање коцки није било предвиђено пројектом. Остаје нејасно да ли су коцке имале заштитну улогу за сидришта или су неправилно уклоњене током извођења радова. Танасковић је изјавио да су коцке стајале самостално, без међусобног повезивања, а у некима су били заливени челични профили. По његовој тврдњи оне нису биле анкероване и било је око 15 коцки. Адвокат Боровић је истакао из изјава произилази да су коцке можда имале заштитну функцију за котве, али су их подизвођачи уклонили ради термоизолације. Након уклањања, котве нису биле видљиве, а на крову није било оштећења.

## Реакција јавности и последице
Након несреће, уследили су бројни протести и јавне расправе о одговорности за урушавање. Грађанске иницијативе и удружења захтевају транспарентност у поступку, истичући важност утврђивања одговорности како би се спречиле сличне трагедије у будућности. Широм Србије су организовани бројни протести, на којима су грађани, студенти и опозициони политичари изражавали незадовољство због наводне корупције, недостатка одговорности и лошег квалитета грађевинских радова.
Суђење тек треба да почне, а јавност с пажњом прати његов даљи развој.
Део јавности, укључујући и поједини чланови породице настрадалих изнело је мишљење да је настрешница пала услед терористичког акта или експлозије. Тим поводом, више јавно тужилаштво у Новом Саду је изјавило да је истог дана када је дошло до несреће тужилац је изашао на лице места ради увиђаја, у сарадњи са полицијом и надлежним инспекцијским службама. Првенствено је било омогућено уклањање рушевина ради спасавања повређених и извлачења страдалих. Снимљени су сви кораци акције, укључујући употребу дронова. Грађевински материјал је уклоњен и обезбеђен на посебној локацији, доступној само овлашћеним вештацима. Издати су налози за изузимање видео-снимака са камера јавног превозника и рачунара са железничке станице. Дан након несреће, 2. новембра, обављена је допуна увиђаја и форензичка обрада, при чему је изузето преко двадесет трагова. Анализом није утврђено присуство експлозивних материја, чиме је искључена могућност терористичког акта. Тужилаштво је навело да је омогућило странкама у поступку увид у складиштене грађевинске остатке ради додатног увиђаја и обезбеђивања доказа. У оквиру допуне истраге, током априла 2025. године, испитано је 26 сведока, укључујући и сведоке предложене одбраном и већ раније саслушане. Исти месец започето је испитивање стручне комисије, али је прекинуто због процесних предлога одбране. Након одбијања захтева за изузеће вештака и тужилаца, испитивање стручне комисије поново је заказано за 24. јул 2025. године.
Дана 14. јула 2025. године, Више јавно тужилаштво у Београду саопштило је да не поступа ни у једном предмету у вези са падом надстрешнице на железничкој станици у Новом Саду. Посебно одељење за сузбијање корупције тог тужилаштва је, по кривичној пријави од 19. фебруара 2025. године, спровело истрагу и 4. марта подигло оптужницу против Слободанке К, менаџерке за развој инвестиција у АД „Инфраструктура железница Србије“, као и против Милутина С. и Биљане К, председника и чланице Комисије за технички преглед железничке станице у Новом Саду. Њима се на терет стављају коруптивна кривична дела која су, због пропуста у поступању, довела у узрочно-последичну везу са падом надстрешнице. Наводи се да би благовремено и савесно спроведен ванредни преглед и контрола током пробног рада омогућили уочавање знакова оштећења на конструкцији. Одлуком Врховног јавног тужиоца, предмет је уступљен Јавном тужилаштву за организовани криминал ради ефикаснијег вођења поступка. Истом тужилаштву је прослеђена и изјава Ђуре Раца, оштећеног који је тврдио да је пријавио кривично дело тероризма, што је такође у надлежности тог тужилаштва. Више јавно тужилаштво у Београду истиче да више не поступа у овом случају и да је у оквиру своје надлежности спровело све неопходне радње. Виши суд у Београду у међувремену потврдио оптужницу Посебног одељења за сузбијање корупције од 4. марта.